# Ferran López Navarro
Ferran López Navarro (Madrid, 16 de noviembre de 1966) es un comisario español. Con una larga trayectoria de más de 27 años en el Cuerpo de los Mozos de Escuadra entre 2017 y 2018 ocupó el cargo de Comisario Jefe de los Mozos tras la destitución del Mayor Trapero. Anteriormente ha ejercido entre mayo y octubre de 2017 como Jefe de la Comisaría Superior Territorial de los Mozos.

## Biografía
Nacido en Madrid el 16 de noviembre de 1966, y crecido en Santa Coloma de Gramenet, el Comisario López es licenciado en Ciencias de la Educación por la Universidad Autónoma de Barcelona y posee un posgrado en Dirección y gestión de la seguridad pública. Fue jugador de fútbol en los clubes de C.F. Damm y C.D. Masnou
Ingresó en el cuerpo en 1990. Dentro de los Mozos de Escuadra ha formado parte del grupo de élite Grupo Especial de Intervención (GEI), en el que fue jefe de escuadrón hasta 1999. Posteriormente estuvo en diversas comisarías, hasta que en 2006 le nombran jefe de la Región Metropolitana Sur. En 2010, el tripartito, con José Montilla como presidente, le ascendió a comisario en la misma promoción que a su predecesor, el mayor Trapero y pasó a estar por debajo del comisario jefe de ese momento, Josep Milán, como coordinador operativo.
A mediados de 2017 fue nombrado Jefe de la Comisaría Superior Territorial de Mozos de Escuadra y posteriormente, en octubre de ese mismo año fue ascendido por el ministro del Interior, Juan Ignacio Zoido, al cargo de Mayor de los Mozos de Escuadra. A pesar de la excepcionalidad del nombramiento en activación del Artículo 155 de la Constitución española de 1978, este fue bien recibido por los mandos que lo ven como una continuidad al trabajo realizado y no como una intromisión en las funciones y autonomía del cuerpo.
El 4 de junio de 2018 presentó la dimisión ante el consejero de interior Miquel Buch, aunque este no se la aceptó. Lo llamaría más tarde, el 14 de junio, para cesarlo, siendo sustituido en ese instante por el político Joan Andreu Martínez. Posteriormente, el 10 de julio, entraría Miquel Esquius como jefe Mayor de los Mozos de Escuadra.
López fue uno de los mandos encargados de la gestión del movimiento de indignados 15M, que causó indignación en ciertos sectores sociales por el desalojo que los Mozos de Escuadra llevaron a cabo en la Plaza de Cataluña.
El 23 de febrero de 2018, la Jueza de la Audiencia Nacional Carmen Lamela, le citó como testigo en la causa abierta que por presunto delito de sedición esta imputado Josep Lluís Trapero Álvarez que fuera responsable de los Mozos de Escuadra (policía autonómica de Cataluña) de las órdenes dadas durante el ilegal referéndum de independencia de Cataluña de 2017.
En abril de 2021 se pasó al sector privado tras ser nombrado responsable de seguridad del Fútbol Club Barcelona por su presidente, Joan Laporta.